# Xã St. Joe, Quận Searcy, Arkansas
Xã St. Joe (tiếng Anh: St. Joe Township) là một xã thuộc quận Searcy, tiểu bang Arkansas, Hoa Kỳ. Năm 2010, dân số của xã này là 390 người.